# Vrcov
Vrcov (deutsch Wirzau, auch Wrzau) ist ein Ortsteil der Stadt Borovany in Tschechien. Er liegt zweieinhalb Kilometer nordöstlich von Borovany in Südböhmen und gehört zum Okres České Budějovice.

## Geographie
Vrcov befindet sich in der Quellmulde des Baches Vrcovský potok, der südlich des Ortes im Teich Baba gestaut wird. Durch das Dorf führt die Straße II/155 zwischen Borovany und Třeboň. Gegen Norden erstreckt sich der Cikánovský les (Zigeunerwald).
Nachbarorte sind Cikánov im Norden, Petrovice im Nordosten, Lhota und Vlachnovice im Osten, Jílovice und Hluboká u Borovan im Südosten, Nový Dvůr im Süden, Borovany im Südwesten, Růžov im Westen sowie Chrastí und Ledenice im Nordwesten.

## Geschichte
Die erste schriftliche Erwähnung von Vrcov erfolgte 1396. Besitzer des größten Anteils des Gutes waren die Herren von Vrcov. Daneben hielten später u. a. die Prälatur Krumlov, die Gemeinde Sviny, das Augustiner-Chorherrenstift Forbes und die Vladiken von Petrovice weitere Anteile. Der Ort lag an der Kreuzung zweier alter Handelswege. Im Jahre 1519 erwarben die Rosenberger den Anteil der Herren von Vrcov. Diesen Teil schenkte Wilhelm von Rosenberg 1586 dem Krumauer Jesuiten-Collegium, das es ab 1626 mit dem neuerworbenen Gut Římov vereinte. Nach der Aufhebung des Jesuitenordens fielen beide Güter 1773 dem Religionsfonds zu. Im Jahre 1802 ersteigerte Joseph II. Fürst zu Schwarzenberg Vrcov, 1815 verkaufte er das Gut an den Nettolitzer Bürger Franz Lang. Dieser veräußerte Vrcov wenig später an Joseph Ritter Pachner von Eggenstorf, der es mit dem Gut Poříč vereinte. Im Oktober 1839 verkaufte Pachner von Eggenstorf das Gut Poříč an den k.k. Schiffmeister Karl Adalbert Lanna, der es bis 1854 besaß. Im Jahre 1840 bestand Wrcow bzw. Wrtzau aus insgesamt 48 Häusern mit 274 tschechischsprachigen Einwohnern. Je zwei Häuser waren zum Prälaturgut Krumau bzw. zum Gut Wittingau, ein Haus zum Gut Forbes untertänig. Im Dorf bestand ein Einkehrhaus für die Fuhrleute auf der von Forbes nach Wittingau führenden Zigeunerstraße. Gepfarrt war der Ort nach Forbes. Bis zur Mitte des 19. Jahrhunderts blieb das Dorf immer zwischen verschiedenen Grundherrschaften geteilt.
Nach der Aufhebung der Patrimonialherrschaften bildete Vrcov / Wrtzau ab 1850 einen Ortsteil der Gemeinde Hluboká im Gerichtsbezirk Schweinitz. Ab 1868 gehörte das Dorf zum Bezirk Budweis. Im Jahre 1908 entstand die Gemeinde Vrcov mit den Ansiedlungen Cikánov und Chrastí. In der Umgebung des Dorfes wurde zu dieser Zeit Eisenerzbergbau betrieben. Im Jahre 1914 hatte die Gemeinde Vrcov / Wrzau 347 tschechischsprachige Einwohner. 1929 wurde das Dorf an das Elektrizitätsnetz angeschlossen. Während der deutschen Besetzung wurde Vrcov am 1. April 1943 nach Forbes eingemeindet. Diese Eingemeindung wurde am 1. August 1945 wieder aufgehoben. 1948 wurde die Gemeinde dem neu gebildeten Okres Trhové Sviny zugeschlagen, der zwölf Jahre später aufgehoben wurde. Mit Beginn des Jahres 1961 wurde Vrcov dem Okres České Budějovice zugeordnet. Seit Beginn des Jahres 1963 ist Vrcov ein Ortsteil von Borovany. Im Jahre 1991 hatte der Ort 112 Einwohner, beim Zensus von 2001 lebten in den 77 Wohnhäusern von Vrcov 136 Personen.

## Ortsgliederung
Zu Vrcov gehören die Ansiedlungen Cikánov und Chrastí.

## Sehenswürdigkeiten
- Kapelle der hl. Anna selbdritt, errichtet 1807 am alten Straßenkreuz zwischen der Zigeunerstraße und der Wiener Straße
- Denkmal für die Gefallenen des Ersten Weltkrieges, errichtet 1937 auf dem Dorfplatz
- Historischer steinerner Wegweiser, südwestlich des Dorfes an der Straße nach Borovany. Das aus dem 19. Jahrhundert stammende technische Denkmal trägt die Inschriften DO HLUBOKÉ und DO BOROVAN.
- Historischer steinerner Wegweiser in Chrastí
- Gusseisernes Kreuz an der Straße nach Třeboň, es befand sich ursprünglich an der Wiener Straße und wurde nach der Beseitigung der alten Straße an den heutigen Standort versetzt.